# Sommer-Paralympics 2016/Teilnehmer (Venezuela)
| stlisierte Goldmedaille | stlisierte Silbermedaille | stlisierte Bronzemedaille |
| ----------------------- | ------------------------- | ------------------------- |
| —                       | 3                         | 3                         |

Venezuela entsandte acht Athletinnen und 16 Athleten zu den Paralympischen Sommerspielen 2016 in Rio de Janeiro,  die in sechs Sportarten antraten. Fahnenträgerin für Venezuela bei der Eröffnungsfeier war die Leichtathletin Sol Rojas.

## Medaillen

### Medaillenspiegel
| Rang   | Sportart       | Gold | Silber | Bronze | Gesamt |
| ------ | -------------- | ---- | ------ | ------ | ------ |
| 1      | Leichtathletik | 0    | 3      | 2      | 5      |
| 2      | Judo           | 0    | 0      | 1      | 1      |
| Gesamt | Gesamt         | 0    | 3      | 3      | 6      |

## Teilnehmer nach Sportart

### Judo
| Athleten                       | Wettbewerb         | 1. Runde                  | 1. Runde | 1. Hoffnungsrunde | 1. Hoffnungsrunde | Viertelfinale | Viertelfinale | 2. Hoffnungsrunde  | 2. Hoffnungsrunde | Halbfinale    | Halbfinale    | Kampf um Gold/Bronze | Kampf um Gold/Bronze | Rang |
| Athleten                       | Wettbewerb         | Gegner                    | Erg.     | Gegner            | Erg.              | Gegner        | Erg.          | Gegner             | Erg.              | Gegner        | Erg.          | Gegner               | Erg.                 | Rang |
| ------------------------------ | ------------------ | ------------------------- | -------- | ----------------- | ----------------- | ------------- | ------------- | ------------------ | ----------------- | ------------- | ------------- | -------------------- | -------------------- | ---- |
| Männer                         |                    |                           |          |                   |                   |               |               |                    |                   |               |               |                      |                      |      |
| Marcos Jose Falcon Tovar       | Klasse bis 66 kg   | O. Bareikis               | 02:01    | ausgeschieden     | ausgeschieden     | ausgeschieden | ausgeschieden | ausgeschieden      | ausgeschieden     | ausgeschieden | ausgeschieden | ausgeschieden        | ausgeschieden        | 10   |
| Mauricio Briceno Diaz          | Klasse bis 72 kg   | A. Nascimento De Oliveira | 100:0    | —                 | —                 | N. Kornhaß    | 0-0s1         | G. Rodriguez Reyes | 0:100             | —             | —             | ausgeschieden        | ausgeschieden        | 7    |
| William Vladimir Montero Lopez | Klasse über 100 kg | H. Nadri                  | 0:101    | ausgeschieden     | ausgeschieden     | ausgeschieden | ausgeschieden | ausgeschieden      | ausgeschieden     | ausgeschieden | ausgeschieden | ausgeschieden        | ausgeschieden        | 11   |
| Frauen                         |                    |                           |          |                   |                   |               |               |                    |                   |               |               |                      |                      |      |
| Naomi Alejandra Soazo Boccardo | Klasse bis 70 kg   | —                         | —        | —                 | —                 | Qian Z.       | 100:0         | —                  | —                 | L. Ruvalcaba  | 011:100       | Kroatien             | 002:001              |      |

### Leichtathletik
Laufen
| Athleten                                  | Wettbewerb | Vorlauf     | Vorlauf | Halbfinale    | Halbfinale    | Finale        | Finale        | Rang |
| Athleten                                  | Wettbewerb | Zeit        | Rang    | Zeit          | Rang          | Zeit          | Rang          | Rang |
| ----------------------------------------- | ---------- | ----------- | ------- | ------------- | ------------- | ------------- | ------------- | ---- |
| Männer                                    |            |             |         |               |               |               |               |      |
| Fernando Ferrer Guide: Edicson Medina     | 100 m T11  | 11,70 s     | 3       | 11,67 s       | 3             | ausgeschieden | ausgeschieden | 8    |
| Omar Monterola                            | 100 m T37  | 11,86 s     | 3       | —             | —             | 12,13 s       | 8             | 8    |
| Fernando Ferrer Guide: Edicson Medina     | 200 m T11  | 24,21 s     | 3       | ausgeschieden | ausgeschieden | ausgeschieden | ausgeschieden | 12   |
| Luis Arturo Paiva                         | 400 m T20  | 48,43 s     | 1       | —             | —             | 47,83 s       | 2             |      |
| Edixon Pirela                             | 400 m T20  | DSQ         | DSQ     | —             | —             | ausgeschieden | ausgeschieden | DSQ  |
| Omar Monterola                            | 400 m T37  | 53,38 s     | 1       | —             | —             | 52,93 s       | 2             |      |
| Samuel Colmenares                         | 400 m T47  | 50,22 s     | 3       | —             | —             | 49,55 s       | 5             | 5    |
| Luis Arturo Paiva                         | 1500 m T20 | —           | —       | —             | —             | 4:11, 20 min  | 8             | 8    |
| Frauen                                    |            |             |         |               |               |               |               |      |
| Gerilyz Villaruel Guide: Amilcar Zambrano | 100 m T12  | 12,45 s     | 2       | 12,60 s       | 3             | ausgeschieden | ausgeschieden | 7    |
| Yescarly Medina                           | 100 m T37  | 14,11 s     | 2       | —             | —             | 13,85 s       | 3             |      |
| Sol Rojas                                 | 200 m T11  | 25,81,s     | 3       | 25,47 s       | 2             | ausgeschieden | ausgeschieden | 6    |
| Gerilyz Villaruel Guide: Amilcar Zambrano | 200 m T12  | 25,88 s     | 3       | —             | —             | ausgeschieden | ausgeschieden | 6    |
| Sol Rojas                                 | 400 m T11  | 56,83 s     | 2       | —             | —             | 57,64 s       | 2             |      |
| Gerilyz Villaruel Guide: Amilcar Zambrano | 400 m T12  | 59,71 s     | 3       | —             | —             | ausgeschieden | ausgeschieden | 7    |
| Norkelys Gonzales                         | 400 m T20  | 1:01,18 min | 4       | —             | —             | ausgeschieden | ausgeschieden | 9    |

Springen und Werfen
| Athleten           | Wettbewerb       | Finale  | Finale | Rang |
| Athleten           | Wettbewerb       | Weite   | Rang   | Rang |
| ------------------ | ---------------- | ------- | ------ | ---- |
| Männer             |                  |         |        |      |
| Rafael Uribe       | Hochsprung T44   | 2,01 m  | 3      |      |
| Lo Andris Gonzales | Hochsprung T47   | 1,85 m  | 7      | 7    |
| Abrahan Ortega     | Speerwerfen F46  | 49,94 m | 8      | 8    |
| Frauen             |                  |         |        |      |
| Norkelys Gonzales  | Weitsprung T20   | 4,90 m  | 6      | 6    |
| Yomaira Cohen      | Diskuswerfen F38 | 26,79 m | 9      | 9    |
| Yomaira Cohen      | Kugelstoßen F37  | 9,54 m  | 6      | 6    |
| Yomaira Cohen      | Speerwerfen F37  | 28,56 m | 4      | 4    |

### Powerlifting (Bankdrücken)
| Athleten      | Wettbewerb | Ergebnis | Rang |
| ------------- | ---------- | -------- | ---- |
| Frauen        |            |          |      |
| Zuray Marcano | bis 50 kg  | 63 kg    | 8    |

### Radsport

#### Straße
| Athleten                    | Wettbewerb           | Zeit         | Rang |
| --------------------------- | -------------------- | ------------ | ---- |
| Männer                      |                      |              |      |
| Cirio de Jesus Molina       | Einzelzeitfahren C2  | 29:13,40 min | 8    |
| Cirio de Jesus Molina       | Straßenrennen C1–2–3 | 1:58:19 h    | 20   |
| Victor Hugo Garrido Marquez | Straßenrennen C1–2–3 | DNF          | DNF  |

### Schwimmen
| Athleten                 | Wettbewerb              | Vorlauf     | Vorlauf | Finale        | Finale        | Rang |
| Athleten                 | Wettbewerb              | Zeit        | Rang    | Zeit          | Rang          | Rang |
| ------------------------ | ----------------------- | ----------- | ------- | ------------- | ------------- | ---- |
| Männer                   |                         |             |         |               |               |      |
| Alberto Jesus Vera Moran | 100 m Brust SB14        | 1:15,91 min | 14      | ausgeschieden | ausgeschieden | 14   |
| Alberto Jesus Vera Moran | 200 m Lagen SM14        | 2:35,14 min | 20      | ausgeschieden | ausgeschieden | 20   |
| Frauen                   |                         |             |         |               |               |      |
| Belkys Mota              | 100 m Schmetterling S13 | 1:15,60 min | 15      | ausgeschieden | ausgeschieden | 15   |
| Belkys Mota              | 50 m Freistil S12       | 30,50 s     | 7       | 30,47 s       | 6             | 6    |
| Belkys Mota              | 400 m Freistil S13      | 5:09,57 min | 12      | ausgeschieden | ausgeschieden | 12   |

### Tischtennis
| Athleten         | Wettbewerb | Gruppenphase    | Gruppenphase | Achtelfinale  | Achtelfinale  | Viertelfinale | Viertelfinale | Halbfinale    | Halbfinale    | Finale        | Finale        | Rang |
| Athleten         | Wettbewerb | Gegner          | Erg.         | Gegner        | Erg.          | Gegner        | Erg.          | Gegner        | Erg.          | Gegner        | Erg.          | Rang |
| ---------------- | ---------- | --------------- | ------------ | ------------- | ------------- | ------------- | ------------- | ------------- | ------------- | ------------- | ------------- | ---- |
| Männer           |            |                 |              |               |               |               |               |               |               |               |               |      |
| Edson Gomez      | Einzel C4  | N. Turan        | 0:3          | ausgeschieden | ausgeschieden | ausgeschieden | ausgeschieden | ausgeschieden | ausgeschieden | ausgeschieden | ausgeschieden | 13   |
| Edson Gomez      | Einzel C4  | S. Saleh        | 2:3          | ausgeschieden | ausgeschieden | ausgeschieden | ausgeschieden | ausgeschieden | ausgeschieden | ausgeschieden | ausgeschieden | 13   |
| Denisos Martinez | Einzel C11 | P. Palos        | 0:3          | —             | —             | ausgeschieden | ausgeschieden | ausgeschieden | ausgeschieden | ausgeschieden | ausgeschieden | 9    |
| Denisos Martinez | Einzel C11 | P. Pereira-Leal | 0:3          | —             | —             | ausgeschieden | ausgeschieden | ausgeschieden | ausgeschieden | ausgeschieden | ausgeschieden | 9    |